# Hedge Reef
Hedge Reef är ett rev på Stora barriärrevet i Australien.   Det ligger utanför Kap Yorkhalvön i delstaten Queensland. Det kortaste avståndet mellan revet och fastlandet är cirka 22 km.